# 光山区

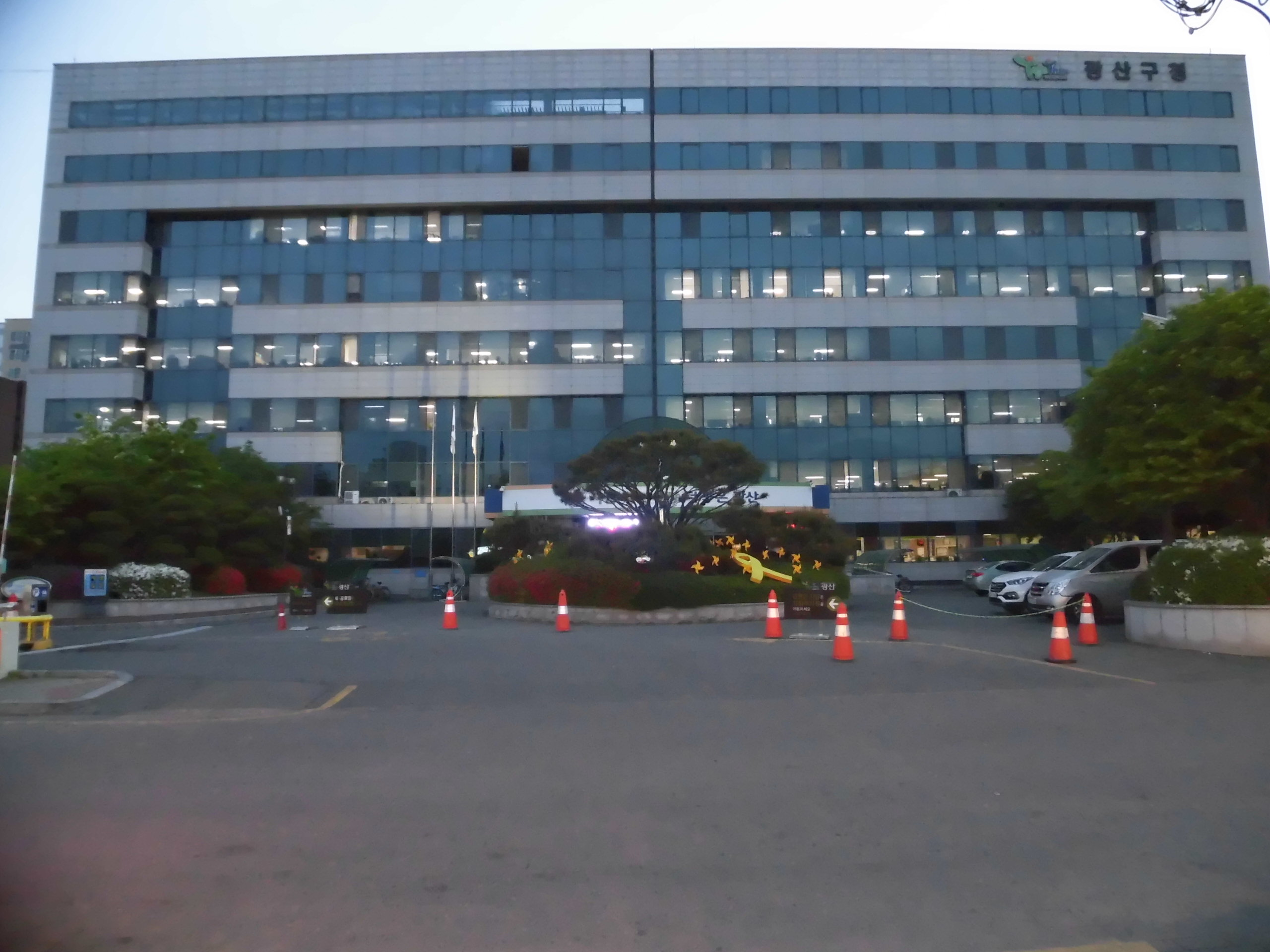
光山区庁

光山区（クァンサンく）は、大韓民国光州広域市にある区。

## 歴史
三国史記にある艅艎県があった。

### 松汀市
- 1986年11月1日 - 光山郡松汀邑が市制施行し、松汀市となる。[2]

### 光山区
- 1988年1月1日 - 全羅南道松汀市、光山郡飛鴉面・河南面・林谷面・東谷面・西倉面・大村面・平洞面・三道面・本良面が合併し、光州直轄市光山区が発足。[3]
- 1988年5月1日 - 自治区を設置。
- 1995年1月1日 - 光州広域市に改称。
- 1995年4月20日
  - 細荷洞・西倉洞・碧津洞・梅月洞・馬勒洞（西倉出張所）が西区に編入。
  - 良瓜洞・院山洞・泥場洞・鴨村洞・陶琴洞・支石洞・石亭洞・大支洞・漆石洞・禾場洞・月城洞・新壮洞・九沼洞・良村洞・昇村洞（大村出張所）が南区に編入。
- 1997年6月5日 - 飛鴉出張所を廃止し飛鴉洞・新佳洞に支所を設置。
- 1998年10月15日 - 出張所を洞に改編。松汀3洞が松汀2洞に編入、龍雲洞と小村洞が合併し魚龍洞が設立。(16行政洞)
- 2002年3月25日 - 飛鴉洞から尖端洞を分立。(17行政洞)
- 2003年6月30日 - 尖端洞を尖端1洞と尖端2洞に分割、新佳洞から雲南洞を分立。(19行政洞)
- 2009年9月1日 - 新佳洞から新昌洞を分立。[4](20行政洞)
- 2010年9月6日 - 新佳洞から水莞洞を分立。[5](21行政洞)

## 行政

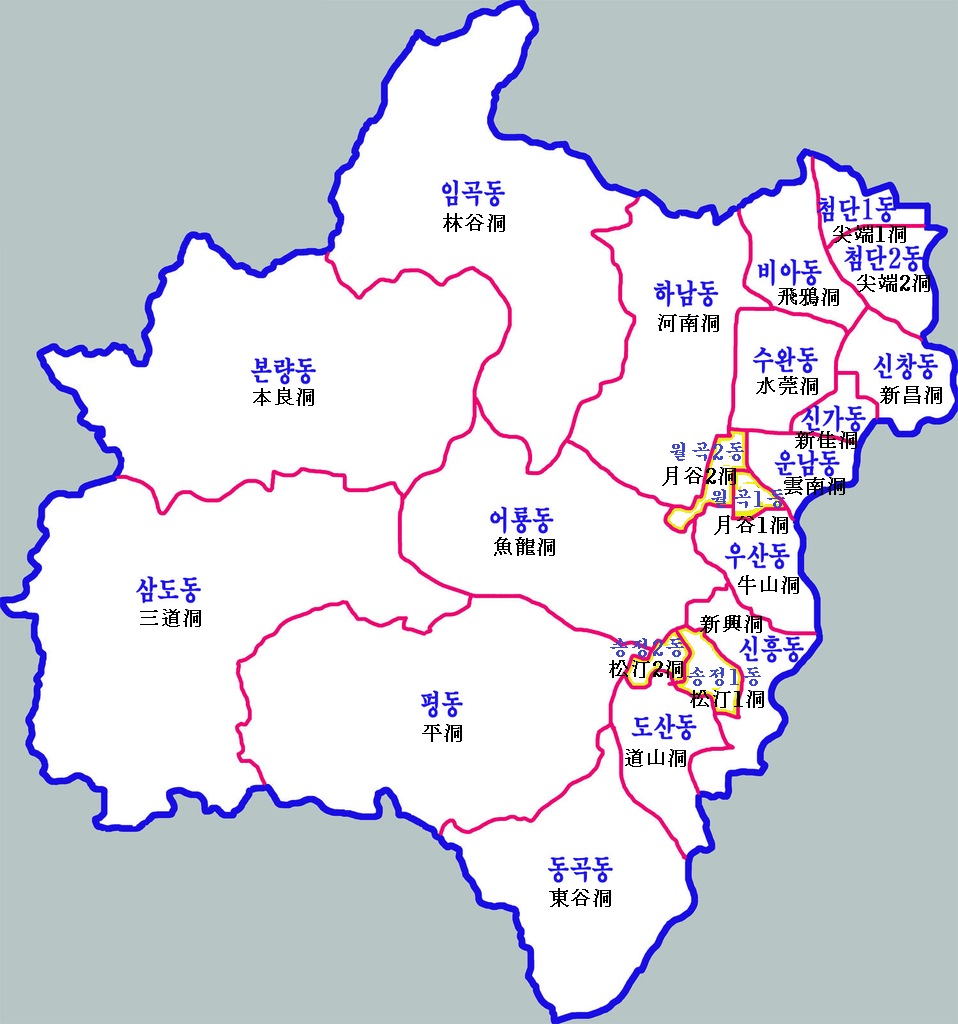
行政区域図

光山区には、79の法定洞と21の行政洞を設置している。光山区の面積は222.916 km2であり、人口は2012年12月を元に、次の通りである。水莞洞の人口は7万人を突破している。
| 行政洞  | 法定洞                                                                                     | 面積 (㎢) | 世帯    | 人口 (名) |
| ------- | ------------------------------------------------------------------------------------------ | --------- | ------- | --------- |
| 松汀1洞 | 松汀洞                                                                                     | 1.43      | 4,553   | 12,224    |
| 松汀2洞 | 松汀洞                                                                                     | 1.14      | 3,065   | 7,100     |
| 道山洞  | 道山洞、黄龍洞                                                                             | 4.01      | 5,686   | 15,211    |
| 新興洞  | 道湖洞、新村洞、牛山洞                                                                     | 5.51      | 2,166   | 5,545     |
| 魚龍洞  | 西峰洞、雲水洞、仙岩洞、素村洞、博湖洞                                                     | 17.86     | 8,814   | 23,508    |
| 牛山洞  | 牛山洞                                                                                     | 4.55      | 10,868  | 25,039    |
| 月谷1洞 | 月谷洞                                                                                     | 0.86      | 5,588   | 15,033    |
| 月谷2洞 | 山亭洞、月谷洞                                                                             | 1.12      | 7,444   | 20,833    |
| 飛鴉洞  | 飛鴉洞、道泉洞、水莞洞、月桂洞                                                             | 4.92      | 3,141   | 7,653     |
| 尖端1洞 | 飛鴉洞、月桂洞、双岩洞                                                                     | 2.22      | 7,038   | 24,647    |
| 尖端2洞 | 水莞洞、月桂洞、双岩洞、山月洞                                                             | 3.45      | 14,391  | 43,357    |
| 新佳洞  | 新昌洞、新佳洞                                                                             | 1.58      | 8,949   | 25,651    |
| 雲南洞  | 新佳洞、雲南洞                                                                             | 2.84      | 11,236  | 34,158    |
| 水莞洞  | 水莞洞、新佳洞、長徳洞、黒石洞                                                             | 4.62      | 18,588  | 70,000    |
| 河南洞  | 安清洞、真谷洞、長徳洞、黒石洞、河南洞、長水洞、山亭洞、鰲仙洞                             | 15.41     | 5,140   | 14,677    |
| 林谷洞  | 登任洞、山幕洞、古龍洞、新龍洞、斗亭洞、林谷洞、光山洞、烏山洞、沙湖洞                     | 29.82     | 1,324   | 2,486     |
| 東谷洞  | 下山洞、柳渓洞、本徳洞、龍峰洞、堯基洞、伏龍洞、松大洞                                     | 16.29     | 1,083   | 2,266     |
| 平洞    | 玉洞、月田洞、長録洞、松村洞、芝竹洞、龍洞、龍谷洞、池亭洞、明花洞、東山洞、蓮山洞         | 29.09     | 1,958   | 3,889     |
| 三道洞  | 道徳洞、松山洞、芝坪洞、五雲洞、三巨洞、良洞、内山洞、大山洞、松鶴洞、新洞、三道洞         | 38.74     | 1,387   | 2,815     |
| 本良洞  | 南山洞、松峙洞、山水洞、仙洞、池山洞、旺洞、北山洞、明道洞、東湖洞、徳林洞、良山洞、東林洞 | 33.48     | 1,313   | 2,636     |
| 新昌洞  | 新昌洞                                                                                     | 3.98      | 11,548  | 33,824    |
| 合計    |                                                                                            | 222.91    | 137,331 | 385,101   |

### 警察
- 光州光山警察署

## 交通機関

### 鉄道
- 湖南高速線
  - 光州松汀駅
- 湖南線
  - 林谷駅 - 河南駅 - 光州松汀駅
- 慶全線
  - 東松汀駅 - 光州松汀駅
- 光州線
  - 光州松汀駅 - 極楽江駅
- 北松汀三角線
  - （河南駅） - 北松汀駅 - （東松汀駅）
- 光州都市鉄道1号線
  - 空港駅 - 松汀公園駅 - 光州松汀駅駅 - 道山駅 - 平洞駅